# Học viện Phật giáo Việt Nam
Học viện Phật giáo Việt Nam là một hệ thống Đại học Phật giáo Việt Nam của Giáo hội Phật giáo Việt Nam được thành lập từ năm 1981, đặt dưới sự quản lý của Giáo hội Phật giáo Việt Nam, trực tiếp và thường xuyên là chịu sự quản lý của Ban Giáo Dục Tăng Ni (Trung Ương Giáo hội Phật giáo Việt Nam). Học viện có nhiệm vụ đào tạo chuyên sâu về Phật học cho những người đã tốt nghiệp cơ bản Phật học và có trình độ thế học tối thiểu là tốt nghiệp lớp 12 nhằm cung cấp những vị có khả năng trước tác, dịch thuật, giảng dạy, góp phần hoàn bị sứ mạng giáo dục phổ cập và cơ bản Phật học.

## Quá trình hình thành và phát triển
Hệ thống Đại học Phật giáo Việt Nam được thành lập sau khi thống nhất Phật giáo Việt Nam.
Ngày 14/11/1981, thành lập trường Cao cấp Phật học Việt Nam tại Hà Nội. Theo Quyết định số 19/QĐ/TGCP ngày 23/6/1997 của Trưởng Ban Tôn giáo Chính phủ, trường đổi tên thành Học viện Phật giáo Việt Nam tại Hà Nội.
Ngày 17/10/1983, trường Cao cấp Phật học Việt Nam cơ sở 2 tại Thành phố Hồ Chí Minh tiếp tục ra đời. Từ năm 1997, Trường Cao cấp Phật học Việt Nam tại thành phố Hồ Chí Minh chính thức đổi tên thành Học viện Phật giáo Việt Nam tại Thành phố Hồ Chí Minh.
Ngày 22/04/1997, trường Cao cấp Phật học Việt Nam tại thành phố Huế được thành lập theo quyết định số 07 – QĐ/TGCP của Ban Tôn giáo Chính phủ - thừa ủy quyền của Thủ tướng Chính phủ ban hành ngày 22/4 năm 1997. Ngày 23/06 trường được đổi tên thành Học viện Phật giáo Việt Nam tại Huế.
Ngày 14/09/2006, Học viện Phật giáo Nam tông Khmer được thành lập theo Quyết định số: 171/QĐ/TGCP của Ban Tôn giáo Chính phủ.

## Các Học viện trực thuộc Giáo hội

### Học viện Phật giáo Việt Nam tại Hà Nội
Học viện Phật giáo Việt Nam tại Hà Nội (tên tiếng Anh: Vietnam Buddhist Academy in Hanoi) tọa lạc tại thôn Vệ Linh – xã Phù Linh – huyện Sóc Sơn – thành phố Hà Nội.
Học viện Phật giáo Việt Nam tại Hà Nội được thành lập năm 1981, tiền thân là Trường Cao cấp Phật học, được đặt tại Chùa Quán Sứ – số 73 – phố Quán Sứ – quận Hoàn Kiếm – thành phố Hà Nội. Tại đây, Học viện đã đào tạo các khóa học từ năm 1981 đến năm 2006. Ngày 24/12/2003, UBND Thành phố Hà Nội ra quyết định giao 106.515m2 đất thuộc lâm trường Sóc Sơn, xã Phù Linh, huyện Sóc Sơn, thành phố Hà Nội, cho Giáo hội Phật giáo Việt Nam chuẩn bị dự án xây dựng Học viện Phật giáo Việt Nam. Học viện được xây dựng trên khu đất nằm trong quần thể "Non nước Thiền tự" dấu tích Phật giáo Thăng Long, với quy mô đào tạo 1.500 – 2.000 Tăng Ni sinh các hệ cao đẳng, đại học và sau đại học. Ngày 27/2/2004, Hội đồng Trị sự Trung ương Giáo hội Phật giáo Việt Nam đã long trọng tổ chức lễ đặt đá khởi công xây dựng Học viện Phật giáo Việt Nam tại xã Phù Linh, huyện Sóc Sơn, Hà Nội.
Các Tăng Ni khi tuyển vào Học viện phải tốt nghiệp Phổ thông trung học và Trung cấp Phật học và dự thi 3 môn: Giáo lý căn bản của Phật giáo, văn học Phật giáo và ngoại ngữ trình độ A (Anh, Trung hoặc Hán cổ).
Các chuyên ngành đào tạo của Học viện gồm các môn học về giáo lý đạo Phật (Tam tạng Thánh điển: Kinh – Luật – Luận) và khoa học xã hội nhân văn. Trong khóa học, các Tăng Ni sinh đi sâu tìm hiểu các kinh điển Phật giáo như tạng kinh Nikaya, tạng kinh A Hàm, các kinh điển Phật giáo Đại thừa như Pháp Hoa, Lăng Nghiêm, Duy Ma Cật, Hoa Nghiêm…; các bộ luật trong tạng Luật của Phật giáo như: Luật Tứ Phần, Yết ma chỉ nam…; các môn luận học Phật giáo như triết học, tâm lý học, xã hội học, đạo đức học Phật giáo, kiến trúc – mỹ thuật Phật giáo. Học viện chú trọng đào tạo một thế hệ Tăng Ni có kiến thức về Phật học, văn hóa, khoa học xã hội, có đạo hạnh, tinh tiến trong tu học, đảm trách công việc Phật sự và phục vụ lợi ích nhân sinh.
Hiện nay, Học viện Phật giáo Việt Nam tại Hà Nội đào tạo Tăng Ni theo 2 hệ.:
- Hệ cử nhân Phật học có thời gian đào tạo 4 năm.
- Hệ cử nhân Cao đẳng Phật học có thời gian đào tạo 3,5 năm.

Định hướng trong tương lai, Học viện sẽ tổ chức đào tạo trình độ Cao học (Thạc sĩ) Phật học cho Tăng Ni đã tốt nghiệp hệ Cử nhân Phật học. Đồng thời, Học viện sẽ phối hợp cùng với các trường đại học, phổ thông trên địa bàn tổ chức các lớp Sơ cấp Phật học cho đông đảo tầng lớp học sinh, sinh viên..
Tăng Ni sinh khi trúng tuyển vào học tại Học viện, được Học viện sắp xếp tu học nội trú 100% trong Ký túc xá. Đặc biệt, để đảm bảo triển khai nội dung chương trình giáo dục đào tạo của Học viện cũng như tạo sự yên tâm tu học của Tăng, Ni sinh, Học viện đã bảo đảm miễn phí 100% kinh phí ăn ở và 90% kinh phí đào tạo của Tăng, Ni sinh trong suốt thời gian tu học..

### Học viện Phật giáo Việt Nam tại Huế
Học Viện Phật Giáo Việt Nam tại Huế (tên tiếng Anh: Vietnam Buddhist Academy in Hue city) tọa lạc tại Chùa Hồng Đức - 109 Minh Mạng, Thủy Xuân, Thuận Hóa, Tp.Huế.
Học viện tổ chức đào tạo theo chế độ niên chế, thiết chế 4 năm/1 khóa, nhưng các môn học được thiết kế và phân bố linh hoạt hơn. Các môn học được nhóm thành các học phần chuyên biệt, và phân thành 3 khối kiến thức là khối kiến thức chung, khối kiến thức cơ sở ngành và khối kiến thức chuyên ngành, đồng thời hướng tới xây dựng hệ thống mã hóa tên môn học.
Học viện đang chuẩn bị cơ sở về mặt thiết chế giáo dục cho việc xây dựng và thành lập khung hình đào tạo trình độ Thạc sĩ và Tiến sĩ ở Học viện.
Thể hiện tinh thần và mục tiêu giáo dục của Học viện là đào tạo Tăng tài phục vụ Giáo hội và đất nước, Hòa thượng Viện trưởng và Hội đồng Điều hành Học viện chủ trương không thu học phí Tăng Ní sinh viên, tạo mọi điều kiện tốt nhất cho Tăng Ni sinh viên Học viện hoàn toàn yên tâm học tập. Các Tăng sinh viên ngoại tỉnh hoặc được sắp xếp chổ ở tại ký túc xá trong khuôn viên của Học viện (thường gọi là Nội xá Tăng), hoặc được Học viện giới thiệu đến trú ở những chùa chung quanh thành phố Huế. Các Ni sinh viên ngoại tỉnh cũng vậy, hoặc được sắp xếp trú ở 2 ký túc xá Ni ở Ni Viện Hồng Ân và Ni viện Diệu Đức, hoặc được giới thiệu đến trú ở những chùa Ni quanh thành phố Huế.

### Học viện Phật giáo Việt Nam tại Thành phố Hồ Chí Minh
Học viện Phật giáo Việt Nam tại Thành phố Hồ Chí Minh (tên tiếng Anh: Vietnam Buddhist University, Ho Chi Minh City) tọa lạc tại Thiền viện Vạn Hạnh - 750 Nguyễn Kiệm, phường 4. quận Phú Nhuận, Thành phố Hồ Chí Minh.
Từ năm 1983, Học viện đào tạo chuyên ngành Phật học cho Tăng, Ni sinh, tuyển sinh 4 năm một lần với số lượng Tăng, Ni sinh giới hạn.
Kể từ niên học 2006 của khoá VI trở đi, Học viện thay đổi chương trình học niên chế thành tín chỉ (course-credit/ unit) theo hệ thống giáo dục tiên tiến và phổ quát trên thế giới.
Khóa VII (2007-2011) có sinh viên đời học chính quy, cùng với Tăng, Ni sinh.
Từ năm 2009, Học viện mở cử nhân Phật học hệ đào tạo từ xa, hai năm một lần.
Năm 2016, cơ sở 2 tại xã Lê Minh Xuân, huyện Bình Chánh, Thành phố Hồ Chí Minh với diện tích 23,8 ha được khánh thành giai đoạn I, Học viện tổ chức tu học nội trú bắt buộc cho 750-850 Tăng, Ni sinh mỗi năm.
Học viện đang đào tạo nội trú hệ cao đẳng Phật học cho 77 SV (năm 2019) và 53 SV (năm 2020). Từ năm 2018, Học viện đã ký kết đào tạo cao đẳng liên thông với 03 Trường Trung cấp Phật học: Bà Rịa – Vũng Tàu, Tiền Giang và Cần Thơ.
Học viện đào tạo thí điểm khóa Thạc sĩ Phật học (2012-2017) có 22/50 học viên tốt nghiệp; khóa 2017-2019 có 58/171 học viên tốt nghiệp; khóa 2018-2020 có 35/48 chuẩn bị tốt nghiệp và khóa 2019-2021 có 54 học viên đang học. Năm 2019 đến nay, Học viện chính thức đào tạo Tiến sĩ Phật học.

### Học viện Phật giáo Nam tông Khmer
Học viện Phật giáo Nam tông Khmer (tên tiếng Anh: Khmer Theravada Buddhist Academy) tọa lạc tại chùa Pothi Somron - khu vực 4, phường Châu Văn Liêm, quận Ô Môn, thành phố Cần Thơ. Với diện tích 7ha, Học viện phục vụ nhu cầu học tập của tín đồ Phật giáo Khmer vùng Đồng bằng sông Cửu Long cũng như các nước lân cận như Lào, Campuchia, Thái Lan, Sri Lanka. Ngày 25-03-2017, Học viện khởi công xây dựng cơ sở mới cạnh chùa có diện tích 10ha tại khu vực 12, phường Châu Văn Liêm, quận Ô Môn, thành phố Cần Thơ.
Học viện tổ chức đào tạo theo chế độ niên chế, kéo dài trong 4 năm, mỗi năm học có hai học kỳ, mỗi học kỳ kéo dài bốn tháng rưỡi. Cuối mỗi học kỳ đều có thi kiểm tra. Điểm trung bình của học kỳ mỗi năm phải đạt điểm 10/20 mới được cấp Chứng chỉ cuối năm và được học năm kế tiếp. Các tăng sinh nếu đạt yêu cầu trong 4 năm học và hoàn thành luận văn tốt nghiệp sẽ được Học viện cấp văn bằng Cử nhân Phật học.

## Các nhân vật tiêu biểu
- Đại lão Hòa thượng Thích Minh Châu - Phó Pháp chủ Hội đồng Chứng minh GHPGVN, Viện trưởng Viện Đại học Vạn Hạnh, Hiệu trưởng trường Cao cấp Phật học Việt Nam (tiền thân của Học viện Phật giáo Việt Nam tại Thành phố Hồ Chí Minh).
- Đại lão Hòa thượng Thích Thanh Tứ - nguyên Phó chủ tịch thường trực Hội đồng Trị sự Giáo hội Phật giáo Việt Nam, nguyên là trụ trì chùa Bái Đính (Ninh Bình), Viện trưởng Học viện Phật giáo Việt Nam tại Hà Nội từ 2001 đến 2011.
- Trưởng lão Hòa thượng Thích Trí Quảng - Pháp chủ Hội đồng Chứng minh Giáo hội Phật giáo Việt Nam, Viện trưởng Học viện Phật giáo Việt Nam tại Thành phố Hồ Chí Minh.
- Thượng tọa, Tiến sĩ Thích Nhật Từ, Phó Viện trưởng Thường trực Học viện Phật giáo Việt Nam tại TP. Hồ Chí Minh, người có nhiều công lao đưa Phật giáo Việt Nam hội nhập Phật giáo thế giới.
- GS.TS.Thiền sư Lê Mạnh Thát (Thượng tọa Thích Trí Siêu) - Phó Viện trưởng Học viện Phật giáo Việt Nam tại Thành phố Hồ Chí Minh, từng là một lãnh tụ của Giáo hội Phật giáo Việt Nam Thống nhất.
- Hòa thượng Thích Hải Ấn - Ủy viên thường trực Hội đồng trị sự Trung ương Giáo hội Phật giáo Việt Nam, Viện trưởng Học Viện Phật Giáo Việt Nam tại Huế.
- Hòa thượng Thích Danh Nhưỡng - Trưởng lão Hòa thượng, Phó Pháp chủ kiêm Giám luật Hội đồng chứng minh Giáo hội Phật giáo Việt Nam, Viện trưởng Học viện Phật giáo Nguyên thủy Khmer, Giáo phẩm Hệ phái Nguyên thủy Khmer.
- Hòa thượng Thích Thanh Quyết - Phó chủ tịch Hội đồng trị sự Trung ương Giáo hội Phật giáo Việt Nam, Viện trưởng Học Viện Phật Giáo Việt Nam tại Hà Nội.